# Roustam Khojaïev
Roustam Khojaïev (tadjik : Рустам Ходжаев), né le 2 janvier 1973 en RSS du Tadjikistan, aujourd'hui Tadjikistan, est un joueur de football international tadjik qui évoluait au poste de milieu de terrain.

## Biographie

### Carrière en club
Roustam Khojaïev évolue au Tadjikistan, en Biélorussie, et au Kazakhstan. 
Il dispute 84 matchs dans le championnat de Biélorussie, marquant six buts, et 31 matchs dans le championnat du Kazakhstan, marquant deux buts.
Il remporte au cours de sa carrière quatre titres de champion du Tadjikistan, et quatre Coupes du Tadjikistan.
Il joue deux matchs en Ligue Europa avec le club biélorusse du Chakhtior Soligorsk.

### Carrière en sélection
Roustam Khojaïev reçoit 15 sélections en équipe du Tadjikistan entre 1997 et 2006, inscrivant quatre buts.
Il participe avec le Tadjikistan à l'AFC Challenge Cup en 2006. Le Tadjikistan remporte cette compétition en battant le Sri Lanka en finale.
Il participe également avec le Tadjikistan aux éliminatoires du mondial 1998, aux éliminatoires du mondial 2002, et aux éliminatoires du mondial 2006.

## Palmarès

### Palmarès en club
| Sitora Douchanbé - Championnat du Tadjikistan : - Vice-champion : 1995-96.                                                             |  | Varzob Douchanbé - Championnat du Tadjikistan (2) : - Champion : 1998 et 1999. - Coupe du Tadjikistan (2) : - Vainqueur : 1998 et 1999. |  | TadAZ Tursunzoda \| - Championnat du Tadjikistan (1) : - Champion : 2006. - Vice-champion : 2005. - Coupe du Tadjikistan (2) : - Vainqueur : 2005 et 2006. \| \| - Coupe du président de l'AFC (1) : - Vainqueur : 2005. \| |  | Vakhsh Qurghonteppa - Championnat du Tadjikistan (1) : - Champion : 2009. |
| - Championnat du Tadjikistan (1) : - Champion : 2006. - Vice-champion : 2005. - Coupe du Tadjikistan (2) : - Vainqueur : 2005 et 2006. |  | - Coupe du président de l'AFC (1) : - Vainqueur : 2005.                                                                                 |  | |  |                                                                           |

### Palmarès en sélection
Tadjikistan
- AFC Challenge Cup (1) :
  - Vainqueur : 2006.